# هف عضاض
هف عضاض (الاسم العلمي: Osmerus mordax) (بالإنجليزية: Rainbow smelt)‏ هو نوع من الأسماك يتبع جنس الهف من فصيلة الهفيات.